# Dayah Lt
Dayah Lt is een bestuurslaag in het regentschap Aceh Utara van de provincie Atjeh, Indonesië. Dayah Lt telt 297 inwoners (volkstelling 2010).